# Lajkó Ferenc
Lajkó Ferenc Adolf (Szeged, 1941. február 8. – Szeged, 2019. február 12.) magyar jogász, alezredes. Vasútforgalmi mérnök, majd a Szegedi Textilművek KISZ-titkára.

## Származása
Édesapja, Lajkó Ferenc (1898–1973) Ókanizsán született kereskedő, honvéd. Édesanyja Márta Mária Magdolna (1907–1984) kiskundorozsmai, háztartásbeli.

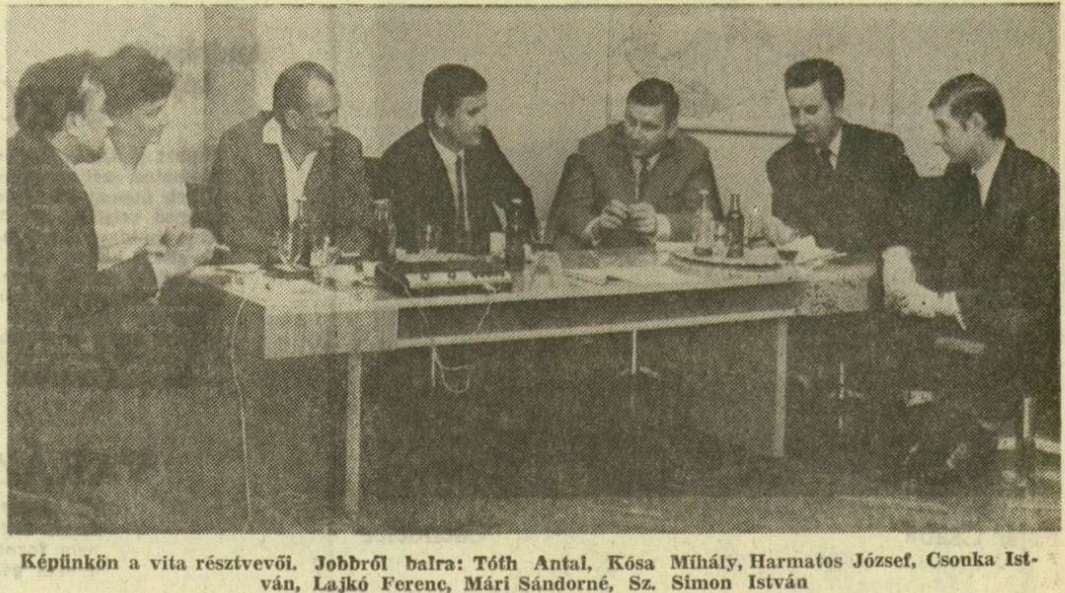
Lajkó (balról harmadik) az MSZMP és KISZ 1971-es kerekasztalán a Délmagyarország rendezésében, Szeged, 1971. május 23.

## Munkahelyei
Az RFK személyzeti osztályvezetője 1986-tól. A KISZ, MSZMP és az FMKT titkára, majd főtisztként őrnagy, később nyugdíjazásáig alezredes.